# Stadler Euro 6000
Stadler Euro 6000, designada como Serie 256 en Renfe , es una locomotora eléctrica de última generación, desarrollada por Stadler Rail. Su velocidad máxima homologada es de 120 km/h, aunque por diseño puede circular a 160 km/h. A enero de 2024, esta locomotora es la más moderna y la que dispone de una mayor potencia en la península ibérica.
El modelo está homologado en Luxemburgo, Francia, Portugal y España. Es utilizado por muchas compañías privadas españolas, la mayoría en régimen de alquiler a Alpha Trains. Es utilizado también por Renfe Mercancías, en subserie 256.1.

## Historia
Alpha Trains firmó un acuerdo en 2020 para arrendar hasta 21 unidades de nueva construcción con el operador Captrain (en circulación desde principios de 2022). Renfe Mercancías encargó 12 locomotoras en agosto de 2021 mediante un procedimiento acelerado sin publicidad para su destino en la rampa de Pajares.

## Operadores
El mayor operador de la Euro 6000 en España, es Medway con 16 unidades, seguido de Captrain con 13 unidades (5 de ancho internacional y matriculadas en Francia), Renfe Mercancías con 8 locomotoras operativas (y otras cuatro en construcción o pruebas). Otros operadores importantes son Continental Rail, Transfesa, Alpha Trains , Alsa Rail y Go Transport.